# محوطه امامزاده حاصل
محوطه امامزاده حاصل در شهرستان لامرد، بخش علامرودشت، روستای فخرابی واقع شده و این اثر در تاریخ ۲۴ تیر ۱۳۸۲ با شمارهٔ ثبت ۹۲۲۵ به‌عنوان یکی از آثار ملی ایران به ثبت رسیده است.